# روپیه بوتان
روپیه بوتان (به انگلیسی: Bhutanese rupee) یکای پول رایج در کشور بوتان است. مسئولیت کنترل این یکای پول برعهدهٔ بانک مرکزی بوتان قرار دارد.